# Stade Pod Goricom
 (avril 2025).
Le stade Pod Goricom (en monténégrin : Stadion pod Goricom) est un stade de football situé à Podgorica, au Monténégro.
Il a été inauguré en 1945 et a une capacité de 17 000 places.
Il est le stade de l'équipe du Monténégro de football, et abrite également le Budućnost Podgorica.